# Koilioménos
Koilioménos (Koiliomenos) är en ort i Grekland.   Den ligger i prefekturen Nomós Zakýnthou och regionen Joniska öarna, i den sydvästra delen av landet, 260 km väster om huvudstaden Aten. Koilioménos ligger 480 meter över havet och antalet invånare är 391. Den ligger på ön Zakynthos.
Terrängen runt Koilioménos är huvudsakligen kuperad, men åt nordost är den platt. En vik av havet är nära Koilioménos åt sydväst.  Närmaste större samhälle är Zákynthos, 11,3 km öster om Koilioménos. I omgivningarna runt Koilioménos växer i huvudsak blandskog.